# スズメ北小島
スズメ北小島（スズメきたこじま）は、鹿児島県南さつま市宇治群島雀島の600メートル北方にあるとされる島。

## 概要
スズメ北小島は、2009年（平成21年）策定された「海洋管理のための離島の保全・管理のあり方に関する基本方針」に基づき、日本の領海の基点になる離島として2014年（平成26年）に名前が付けられた158の無人島の一つである。
1984年（昭和59年）に海上保安庁が行った飛行機による測量に基づき、1985年（昭和60年）に海上保安庁の発行する海図に記載され、その海図を基に2014年（平成26年）には国土地理院の地図に記載された。
しかし、2020年になって、航空写真や読売新聞機からの目視では、地図に示された位置には島は確認できないことが明らかになった。昔からこの海域を知る漁師も「見たことも聞いたこともない」、「（地図の位置に）島などない」、「なぜこんな島が地図に書かれているのか」とその存在を否定している。一方、「名前がない岩礁の可能性もある」との指摘もある。
地図では雀島とスズメ北小島の間に書かれた岩礁があり、地元では「スズメのかぶり」と呼ばれている。海上保安庁の担当者は2020年の読売新聞の取材に対し「この岩礁がスズメ北小島として書かれた可能性がある」とし、岩礁からより北に書かれた理由については「船の安全のため、昔の担当者が実際の位置から変えたのかもしれない」と述べた。海図における強調、誇張等は「総描」と呼ばれて国際的に認められており、岩礁を誇張して描く場合には実際の位置とずれることがあるという。また、地元では、測量当時には存在していた岩礁が、浸食によって消失したのではないかとの推測もある。
島の存在が認められなかった場合、日本の領海が0.5平方キロメートル以上狭くなる虞がある。